# Oxymeris felina
Oxymeris felina é uma espécie de gastrópode do gênero Oxymeris, pertencente a família Terebridae.